# امین فاروق
امین فاروق (عربی: أمين فاروق؛ زادهٔ ۲۲ ژوئیهٔ ۲۰۰۳) بازیکن فوتبال است.